# Mom Kaeo
Mom Kaeo (voller Thronname Somdet Brhat-Anya Chao Manikya Kaeva Raja Sri Sadhana Kanayudha; † 1633) war zwischen 1627 und 1633 König des laotischen Reiches Lan Xang.

## Leben
Mom Kaeo wurde im Palast ausgebildet und war jüngerer Bruder des späteren Königs Pho Thisarath II.; beide stammen von König Phra Nga Sen Sulintara Lusai (reg. 1572 bis 1575 sowie 1580 bis 1582) ab. Nach dem Tod von Pho Thisarath II. wählten die Adligen Mom Kaeo zum neuen König. Seine Regierungszeit war erfüllt von Thronstreitigkeiten zwischen mehreren Thronanwärtern.
Mom Kaeo starb 1633 und hinterließ zwei Söhne:
- Prinz (Chaofa) Dharma (Ton), der als Ton Kham auf den Thron folgte
- Prinz (Chaofa) Vijaya, der später als König Viksai das Reich führte